# Élection présidentielle guinéenne de 2015
L'élection présidentielle guinéenne de 2015 a lieu le 11 octobre 2015 afin d'élire le Président de la République de Guinée.
Le présidant sortant Alpha Condé est réélu dès le premier tour pour un deuxième mandat.

## Contexte
Les deux rivaux du scrutin, le président sortant Alpha Condé et Cellou Dalein Diallo, se sont déjà affrontés lors de l'élection présidentielle de 2010, le premier scrutin démocratique dans l'histoire du pays. Ce dernier avait alors contesté les résultats et la vie politique guinéenne s'était cristallisée autour de l'affrontement entre les deux hommes et des ethnies qui les soutiennent respectivement (les Malinkés pour Condé et les Peuls pour Diallo),.
Pendant la campagne de 2015, les autres candidats, aux perspectives de score faibles, ont moins joué sur la différence entre ethnies, se plaçant au centre. Les partisans de Diallo ont accusé le président Condé d'organiser des fraudes, en témoigne le retard pris des réformes de transparence demandées par plusieurs ONG. Ce dernier, lui, a pris de la hauteur sur la campagne, mis en avant l'ouverture du barrage de Kaléta devant mettre fin aux coupures d'électricité et fait passer les problèmes de son mandat sur la crise liée au virus Ebola, qui avait paralysé pendant deux ans la vie du pays. Pendant la campagne électorale, des heurts ont eu lieu entre les deux camps, faisant deux morts et une quinzaine de blessés sur le grand marché de Madina.
Alpha Condé remporte l'élection présidentielle dès le premier tour de scrutin, selon les premiers résultats proclamés, déjà contestés par l'opposition qui dénonce des fraudes et envisage de manifester.

### Calendrier électoral
L'opposition conteste le calendrier électoral, qui repousse les élections municipales en 2016

### Listes électorales
Une révision des listes électorales est lancée par la Commission électorale nationale indépendante à partir du 24 avril 2015 et pour 45 jours

## Système électoral
Le président de la République de Guinée est élu au scrutin uninominal majoritaire à deux tours pour un mandat de cinq ans renouvelable une seule fois. Si aucun candidat ne remporte la majorité absolue au premier tour, un second est organisé entre les deux candidats arrivés en tête, et le candidat réunissant le plus de suffrages est déclaré élu.

## Résultats
| Candidats                | Candidats                | Partis                   | Premier tour | Premier tour |
| Candidats                | Candidats                | Partis                   | Voix         | %            |
| ------------------------ | ------------------------ | ------------------------ | ------------ | ------------ |
|                          | Alpha Condé              | RPG                      | 2 284 827    | 57,84        |
|                          | Cellou Dalein Diallo     | UFDG                     | 1 242 362    | 31,45        |
|                          | Sidya Touré              | UFR                      | 237 549      | 6,01         |
|                          | Faya Millimono           | BL                       | 54 718       | 1,39         |
|                          | Papa Koly Kourouma       | GRUP                     | 51 750       | 1,31         |
|                          | Lansana Kouyaté          | PEDN                     | 45 962       | 1,16         |
|                          | Georges Gandhi Tounkara  | UGDD                     | 19 840       | 0,50         |
|                          | Marie Madeleine Dioubaté | PEG                      | 13 214       | 0,33         |
|                          |                          |                          |              |              |
| Votes valides            | Votes valides            | Votes valides            | 3 950 222    | 95,52        |
| Votes blancs et nuls     | Votes blancs et nuls     | Votes blancs et nuls     | 185 091      | 4,48         |
| Total                    | Total                    | Total                    | 4 135 313    | 100          |
| Abstention               | Abstention               | Abstention               | 1 907 321    | 31,56        |
| Inscrits / participation | Inscrits / participation | Inscrits / participation | 6 042 634    | 68,44        |